# Bandera de Hungría
La bandera de Hungría está dividida en tres franjas horizontales del mismo tamaño, de color rojo, blanco y verde. Pero en algunos casos, también aparece el Escudo de Hungría. 
A partir del rey San Esteban (1001-1038) aparecen representaciones de los monarcas húngaros portando emblemas con la cruz patriarcal y las franjas rojas y blancas que forman el escudo de Hungría. Se documenta por primera vez el uso de los actuales colores nacionales de la bandera en un cordón de sello durante el reinado de Matias I, en 1618.
Durante la Revolución y Guerra de Independencia húngara de 1848-1849 contra el Imperio de los Habsburgo, se declaró a la bandera roja-blanca-verde como símbolo nacional de Hungría. La bandera tricolor de la Revolución Francesa tuvo una gran influencia sobre el diseño de la bandera húngara.
En la bandera figuró el Escudo de Hungría con la corona de San Esteban hasta 1949, año en el que fue sustituido por el escudo de la República Popular. El escudo tradicional fue recuperado en 1990, pero desde entonces existe cierta indefinición legal sobre la inclusión o ausencia del mismo en la bandera.

## Otras banderas

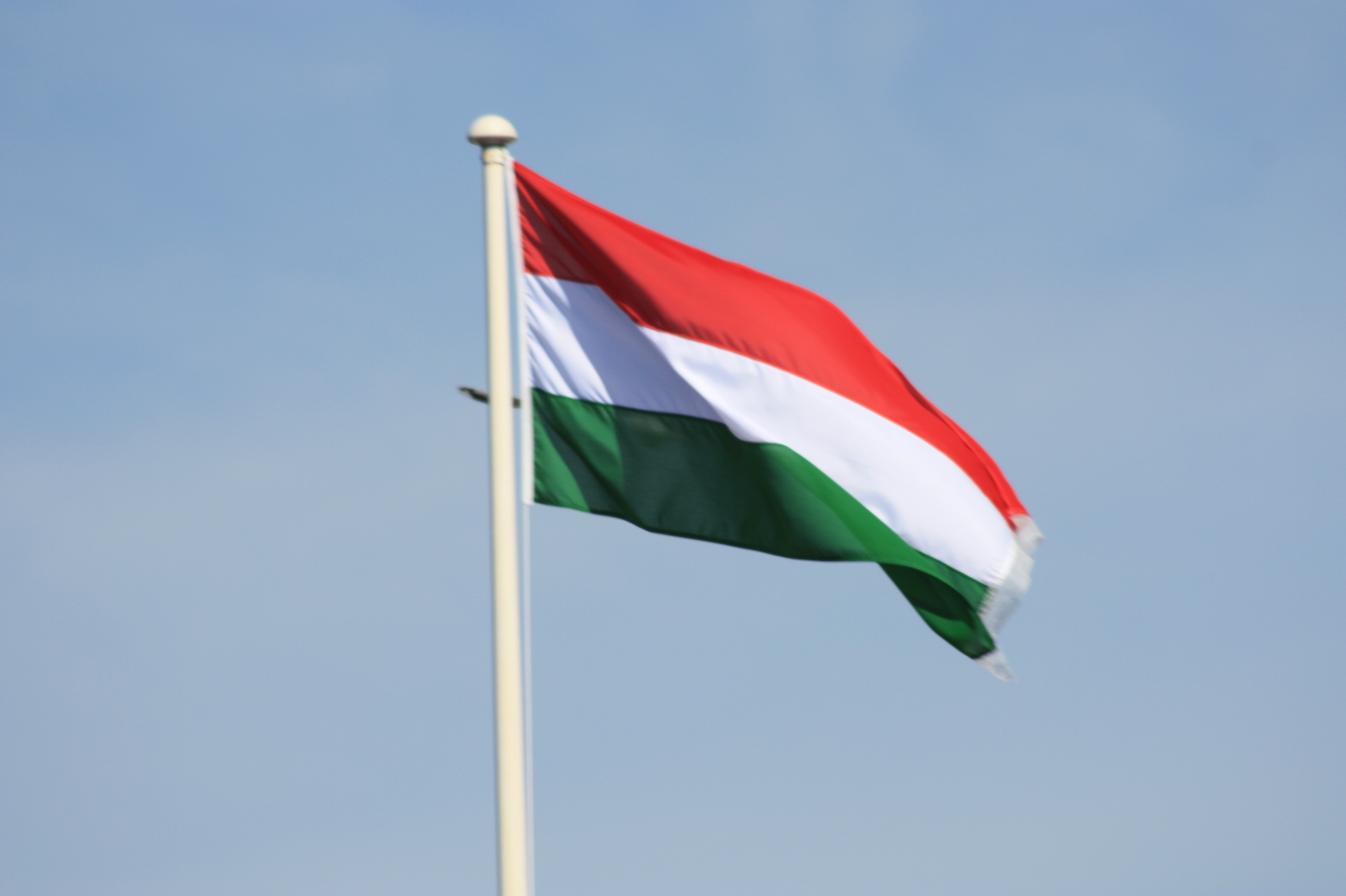
Bandera húngara flameando
Bandera nacional. Proporciones 1:2.
Bandera de guerra. Proporciones 3:4.
Pabellón civil.
Pabellón naval.

## Banderas históricas

Bandera del Reino de Hungría con el escudo adornado con ángeles (1867-1915).
Bandera del Reino de Hungría con el escudo adornado con ángeles (1915-1918).
Bandera de la República Popular de Hungría de 1918 a 1919.
Bandera de la República Soviética Húngara en 1919.
Bandera del Reino de Hungría (1919-1946)
Bandera de la Segunda República húngara, usada de 1946 a 1949.
Bandera de la República Popular Húngara 1949 a 1956.
Bandera con el escudo cortado usada durante la Revolución húngara de 1956
Enseña gubernamental entre 1957 y 1990, usada a veces de manera no oficial como bandera nacional.
Estandarte del regente de Hungría, usado entre 1920-1944.
Estandarte del presidente, usado entre 1948-1950.
Estandarte del presidente de Hungría, usado entre 1990-2012.
Estandarte propuesto en 1995 para el presidente de Hungría
Estandarte del presidente de Hungría

## Banderas similares

Bandera de Irán
Bandera de Somalilandia
Bandera de Tayikistán
Bandera de Girardot, Cundinamarca (Colombia)
Bandera del departamento de Ocotepeque (Honduras)